# Henri Kontinen
Henri Kontinen (ur. 19 czerwca 1990 w Helsinkach) – fiński tenisista, zwycięzca Wimbledonu 2016 w grze mieszanej oraz Australian Open 2017 w grze podwójnej, lider rankingu ATP deblistów, reprezentant w Pucharze Davisa.

## Kariera tenisowa
W grze juniorskiej Kontinen wygrał wielkoszlemowy French Open w 2008 roku. W parze z Christopherem Rungkatem zwyciężył w grze podwójnej chłopców. W finale pokonali debel Jaan-Frederik Brunken–Matt Reid 6:3, 6:0. Kontinen razem z Rungkatem awansował również do finału juniorskiego US Open w 2008 roku. W singlu Fin doszedł w tym samym sezonie do finału Wimbledonu.
Status profesjonalisty Kontinen otrzymał w 2007 roku.
Fin sukcesy odnosi w grze podwójnej, w której zwyciężył w 24 turniejach rangi ATP Tour spośród 30 rozegranych finałów. W styczniu 2017 został zwycięzcą Australian Open, partnerując Johnowi Peersowi. W finale debel ten pokonał Boba i Mike’a Bryanów 7:5, 7:5.
W 2016 roku zwyciężył w rozgrywkach gry mieszanej podczas Wimbledonu, w których partnerowała mu Heather Watson. Rok później para Watson–Kontinen przegrała finał tegoż turnieju.
W 2008 roku zadebiutował w reprezentacji Finlandii w zawodach o Puchar Davisa.
W rankingu gry pojedynczej Kontinen najwyżej był na 220. miejscu (18 października 2010), a w klasyfikacji gry podwójnej na 1. pozycji (3 kwietnia 2017).

### Finały w turniejach ATP Tour
| Legenda                                      |
| -------------------------------------------- |
| Wielki Szlem                                 |
| Igrzyska olimpijskie                         |
| Tennis Masters Cup / ATP Finals              |
| ATP Masters Series / ATP Tour Masters 1000   |
| ATP International Series Gold / ATP Tour 500 |
| ATP International Series / ATP Tour 250      |

#### Gra podwójna (24–6)
| Końcowy wynik | Nr  | Data                 | Turniej                    | Nawierzchnia  | Partner                | Przeciwnicy                          | Wynik finału       |
| ------------- | --- | -------------------- | -------------------------- | ------------- | ---------------------- | ------------------------------------ | ------------------ |
| Zwycięzca     | 1.  | 2 sierpnia 2014      | Kitzbühel                  | Ceglana       | Jarkko Nieminen        | Daniele Bracciali Andriej Gołubiew   | 6:1, 6:4           |
| Finalista     | 1.  | 21 września 2014     | Metz                       | Twarda (hala) | Marin Draganja         | Mariusz Fyrstenberg Marcin Matkowski | 7:6(3), 3:6, 8–10  |
| Finalista     | 2.  | 26 października 2014 | Bazylea                    | Twarda (hala) | Marin Draganja         | Vasek Pospisil Nenad Zimonjić        | 6:7(13), 6:1, 5–10 |
| Zwycięzca     | 2.  | 8 lutego 2015        | Zagrzeb                    | Twarda (hala) | Marin Draganja         | Fabrice Martin Purav Raja            | 6:4, 6:4           |
| Zwycięzca     | 3.  | 22 lutego 2015       | Marsylia                   | Twarda (hala) | Marin Draganja         | Colin Fleming Jonathan Marray        | 6:4, 3:6, 10–8     |
| Zwycięzca     | 4.  | 26 kwietnia 2015     | Barcelona                  | Ceglana       | Marin Draganja         | Jamie Murray John Peers              | 6:3, 6:7(6), 11–9  |
| Finalista     | 3.  | 8 sierpnia 2015      | Kitzbühel                  | Ceglana       | Robin Haase            | Nicolás Almagro Carlos Berlocq       | 7:5, 3:6, 9–11     |
| Zwycięzca     | 5.  | 27 września 2015     | Petersburg                 | Twarda (hala) | Treat Huey             | Julian Knowle Alexander Peya         | 7:5, 6:3           |
| Zwycięzca     | 6.  | 4 października 2015  | Kuala Lumpur               | Twarda (hala) | Treat Huey             | Raven Klaasen Rajeev Ram             | 7:6(4), 6:2        |
| Zwycięzca     | 7.  | 10 stycznia 2016     | Brisbane                   | Twarda        | John Peers             | James Duckworth Chris Guccione       | 7:6(4), 6:1        |
| Zwycięzca     | 8.  | 1 maja 2016          | Monachium                  | Ceglana       | John Peers             | Juan Sebastián Cabal Robert Farah    | 6:3, 3:6, 10–7     |
| Zwycięzca     | 9.  | 17 lipca 2016        | Hamburg                    | Ceglana       | John Peers             | Daniel Nestor Aisam-ul-Haq Qureshi   | 7:5, 6:3           |
| Zwycięzca     | 10. | 27 sierpnia 2016     | Winston-Salem              | Twarda        | Guillermo García-López | Andre Begemann Leander Paes          | 4:6, 7:6(6), 10–8  |
| Zwycięzca     | 11. | 25 września 2016     | Petersburg                 | Twarda (hala) | Dominic Inglot         | Andre Begemann Leander Paes          | 4:6, 6:3, 12–10    |
| Finalista     | 4.  | 16 października 2016 | Szanghaj                   | Twarda        | John Peers             | John Isner Jack Sock                 | 4:6, 4:6           |
| Zwycięzca     | 12. | 6 listopada 2016     | Paryż                      | Twarda (hala) | John Peers             | Pierre-Hugues Herbert Nicolas Mahut  | 6:4, 3:6, 10–6     |
| Zwycięzca     | 13. | 20 listopada 2016    | Londyn                     | Twarda (hala) | John Peers             | Raven Klaasen Rajeev Ram             | 2:6, 6:1, 10–8     |
| Zwycięzca     | 14. | 28 stycznia 2017     | Australian Open, Melbourne | Twarda        | John Peers             | Bob Bryan Mike Bryan                 | 7:5, 7:5           |
| Zwycięzca     | 15. | 6 sierpnia 2017      | Waszyngton                 | Twarda        | John Peers             | Łukasz Kubot Marcelo Melo            | 7:6(5), 6:4        |
| Zwycięzca     | 16. | 8 października 2017  | Pekin                      | Twarda        | John Peers             | John Isner Jack Sock                 | 6:3, 3:6, 10–7     |
| Zwycięzca     | 17. | 15 października 2017 | Szanghaj                   | Twarda        | John Peers             | Łukasz Kubot Marcelo Melo            | 6:4, 6:2           |
| Zwycięzca     | 18. | 19 listopada 2017    | Londyn                     | Twarda (hala) | John Peers             | Łukasz Kubot Marcelo Melo            | 6:4, 6:2           |
| Zwycięzca     | 19. | 7 stycznia 2018      | Brisbane                   | Twarda        | John Peers             | Leonardo Mayer Horacio Zeballos      | 3:6, 6:3, 10–2     |
| Zwycięzca     | 20. | 24 czerwca 2018      | Londyn                     | Trawiasta     | John Peers             | Jamie Murray Bruno Soares            | 6:4, 6:3           |
| Zwycięzca     | 21. | 12 sierpnia 2018     | Toronto                    | Twarda        | John Peers             | Raven Klaasen Michael Venus          | 6:2, 6:7(7), 10–6  |
| Finalista     | 5.  | 27 stycznia 2019     | Australian Open, Melbourne | Twarda        | John Peers             | Pierre-Hugues Herbert Nicolas Mahut  | 4:6, 6:7(1)        |
| Zwycięzca     | 22. | 17 lutego 2019       | Rotterdam                  | Twarda (hala) | Jérémy Chardy          | Jean-Julien Rojer Horia Tecău        | 7:6(5), 7:6(4)     |
| Zwycięzca     | 23. | 20 października 2019 | Sztokholm                  | Twarda (hala) | Édouard Roger-Vasselin | Mate Pavić Bruno Soares              | 6:4, 6:2           |
| Finalista     | 6.  | 16 lutego 2020       | Rotterdam                  | Twarda (hala) | Jan-Lennard Struff     | Pierre-Hugues Herbert Nicolas Mahut  | 6:7(5), 6:4, 7–10  |
| Zwycięzca     | 24. | 28 lutego 2021       | Montpellier                | Twarda (hala) | Édouard Roger-Vasselin | Jonatan Erlich Andrej Wasileuski     | 6:2, 7:5           |

#### Gra mieszana (1–1)
| Końcowy wynik | Nr | Data          | Turniej           | Nawierzchnia | Partnerka      | Przeciwnicy                      | Wynik finału |
| ------------- | -- | ------------- | ----------------- | ------------ | -------------- | -------------------------------- | ------------ |
| Zwycięzca     | 1. | 10 lipca 2016 | Wimbledon, Londyn | Trawiasta    | Heather Watson | Anna-Lena Grönefeld Robert Farah | 7:6(5), 6:4  |
| Finalista     | 1. | 16 lipca 2017 | Wimbledon, Londyn | Trawiasta    | Heather Watson | Martina Hingis Jamie Murray      | 4:6, 4:6     |